# ثيولوغوس (كافالا)
ثيولوغوس (باليونانية: Θεολόγος) هي مستوطنة جبلية في الحزء الأوسط من جزيرة ثاسوس في اليونان، وفقا لتعداد عام 2011، بلغ عدد سكانها 636 نسمة من المقيمين الدائمين.